# Accidente ferroviario de San Pedro de la Paz de 2023
El accidente ferroviario de San Pedro de la Paz de 2023 fue un suceso ocurrido el viernes 1 de septiembre de 2023, en el cruce ferroviario de avenida Daniel Belmar, en la comuna de San Pedro de la Paz, Región del Biobío, Chile; en donde un tren perteneciente a la línea 2 del Biotren colisionó con un taxibús de la locomoción colectiva licitada del Gran Concepción, dejando un saldo total de siete fallecidos y varios heridos de diversa consideración, todos pasajeros del bus. Es considerada, a la fecha, como la peor tragedia dentro de la historia del Biotren, y de entre los más graves accidentes dentro de la historia ferroviaria de Chile.

## Detalles
El accidente ocurrió el día 1 de septiembre de 2023, a las 8:00 hora local (UTC-4) —aunque algunos medios señalan que fue cerca de dicha hora, no precisando hora exacta— en el cruce ferroviario a nivel de avenida Daniel Belmar, de la comuna de San Pedro de la Paz. La avenida señalada conecta la Ruta CH-160 con el barrio de Boca Sur, siendo el principal acceso a dicho sector, por lo que es de alta concurrencia de vehículos.
En ese momento, y estando las barreras abajo que impedían el tránsito de vehículos por la proximidad de un tren, un taxibús de la locomoción colectiva licitada del Gran Concepción, específicamente la máquina n° 11 de la empresa Buses San Pedro del Mar (identificada con el número de línea licitada n° 23), que iba en dirección hacia Concepción, ingresa al cruce intempestivamente, evadiendo las barreras a través del carril en contrasentido. A pocos metros del cruce, un tren serie SFE/SFD de la línea 2 del Biotren, que circulaba en dirección hacia la estación Alborada, se aproximaba al cruce en sentido norte-sur. En cuestión de segundos, el tren impacta en el costado izquierdo del bus, arrastrandolo aproximadamente 30 metros, y dejándolo completamente destruido.
En un primer balance, Carabineros de Chile cifró en 4 fallecidos y 8 lesionados, a los primeros minutos posteriores al accidente. Minutos después, Bomberos de la comuna de San Pedro de la Paz informaron de un quinto fallecido y 12 personas con lesiones. A las 10:00 hora local (UTC-4) del mismo día, el mayor Juan Carrasco de Carabineros reveló que aumentó a seis personas fallecidas, y que sobre el bus iban 14 personas (13 pasajeros y el chofer). A las 16:00 hora local (UTC-4) se informa de la séptima y última persona fallecida producto del accidente.

## Causas
Según las pericias y el video del propio tren, la imprudencia del bus fue la detonante en el accidente. En dicho momento, las barreras del cruce estaban abajo producto de la cercanía del tren. No obstante, las barreras en dicho cruce solo cubren la calzada correspondiente, lo que permite que los vehículos puedan cruzar si van en contra del sentido de la calzada opuesta, y luego dentro del mismo cruce, atravesar hacia la calzada correspondiente. Eso fue, precisamente lo que hizo el taxibús según lo indicó EFE Sur.

## Rescate
El rescate de las personas afectadas por el accidente fue realizado por personal de Bomberos y Carabineros. Sin embargo, el traslado de los pacientes fue complejo, debido a la gran congestión vehicular presente en la Ruta CH-160 por un lado, y por otro las deficientes condiciones de las ambulancias de urgencias que corresponden a los Centros de Salud Familiar (CESFAM) San Pedro, y Boca Sur, ambos dependientes de la Municipalidad de San Pedro de la Paz, lo que implicó la escasa presencia de ambulancias y personal de salud en el lugar. Los heridos fueron trasladados al Hospital Clínico Regional Guillermo Grant Benavente.

## Consecuencias
Durante el resto de ese viernes 1 de septiembre, y hasta el domingo 3 de septiembre, EFE Sur determinó suspender los servicios de la línea 2 del Biotren producto del accidente.
En el momento del accidente, el tránsito ferroviario por el puente Biobío (ubicado sobre el río Biobío y que conecta la estación Concepción con la estación Juan Pablo II) estaba suspendido desde el 24 de agosto de 2023 debido a una falla provocada posterior al temporal que afectó al país días antes; ante lo cual se habían implementado buses de acercamiento entre ambas estaciones. No obstante, con el accidente y la suspensión completa de la línea 2, se implementaron más de 30 buses adicionales para realizar el mismo recorrido de la línea, pero con solo cuatro paradas: Concepción, Juan Pablo II, Lomas Coloradas y Coronel.
El 2 de septiembre de 2023 se decretó por parte del Ministerio de Transportes y Telecomunicaciones una restricción vehicular a lo largo de la Ruta CH-160 entre el acceso norte a Coronel y el enlace con el Puente Juan Pablo II, que perduró hasta el 3 de noviembre de 2023.
La Municipalidad de San Pedro de la Paz decretó ese mismo 1 de septiembre, tres días de duelo comunal por el accidente.
Días después del accidente, EFE Sur publica una serie de videos cortos de sus cámaras de televigilancia en cruces, donde se aprecian diversas imprudencias de conductores de automóviles y otros, en distintos cruces del Gran Concepción, como una forma de concientizar sobre la importancia de respetar las señales ferroviarias.

### Proceso penal
El chofer del taxibus, Alejo Santander, como presunto autor del accidente, debía pasar ese mismo 1 de septiembre a control de detención y posterior formalización de cargos. No obstante, debido a que también fue uno de los heridos del accidente, se pospuso su control de detención hasta que su condición de salud lo permita.
El 5 de septiembre, EFE Sur se querella contra el chofer del taxibus. Luego, el 20 de septiembre se confirmaron dos querellas más, por parte de familiares de los fallecidos. Una cuarta querella, por parte de la familia de Claudia Yevenes (profesora fallecida en el accidente), se presentó ante el Segundo Juzgado de Garantía de San Pedro de la Paz. En el caso de los familiares de víctimas, extienden la responsabilidad a la empresa operadora del bus "Buses San Pedro del Mar" y además, solicitan investigar responsabilidades de la estatal Empresa de los Ferrocarriles del Estado. Una última querella es presentada por la Delegación Presidencial del Biobío.
Finalmente, el 17 de octubre es formalizado Alejo Santander, en su calidad de autor de 7 homicidios, 9 lesiones graves, 1 lesión menos grave, y 1 lesión leve, todos en calidad de consumados. El imputado asiste de forma telemática producto de que continúa en el Hospital Traumatológico de Concepción, a la espera de una intervención quirúrgica. El Segundo Juzgado de Garantía de San Pedro de la Paz, en la formalización, decretó la medida cautelar de prisión preventiva para Santander mientras perdure la investigación de Fiscalía.
La defensa de Santander apeló la decisión del tribunal penal ante la Corte de Apelaciones de Concepción, donde solicitaron revisar la medida cautelar en virtud de que —a juicio de la defenda— el chofer debe ser investigado por cuasidelitos de homicidio y lesiones, pues en ningún caso existió intención de provocarlas. El 25 de octubre de 2023 el tribunal de alzada determinó mantener la medida cautelar por no existir razones suficientes. Una nueva apelación de la defensa se presenta ante la Corte, esta vez señalando una posible enfermedad de amnesia disociativa que tendría el chofer, ante lo cual el 20 de diciembre de 2023, la corte nuevamente falla manteniendo la cautelar.

### Implementación de cruces bajo nivel
Tras el accidente, diversas autoridades señalaron la importancia de desnivelar cruces ferroviarios a lo largo de la Ruta CH-160; lo que a través del plan Más Movilidad, se priorizaron 7 cruces bajo nivel entre San Pedro de la Paz y Coronel, donde el cruce donde ocurrió el accidente no está considerado.

### Cuestionamientos al alcalde de San Pedro de la Paz
El alcalde de la comuna de San Pedro de la Paz, Javier Guiñez, fue cuestionado por diversas situaciones relacionadas al fatal suceso.
Desde los primeros minutos del accidente, los funcionarios de salud de los CESFAM San Pedro, y CESFAM Boca Sur denunciaron el mal estado de muchas de las ambulancias que poseen ambos centros de salud, dependientes de la Municipalidad de San Pedro de la Paz, indicando que a pesar de diversas reuniones con el alcalde, no ha habido avances.
El sábado 2 de septiembre vuelve a ser públicamente cuestionado debido a que durante la noche, y ya estando vigente el duelo comunal decretado por el como alcalde de la comuna, circularon por redes sociales unas fotos donde es visto en un pub del Casino Marina del Sol, lo que fue visto como una "mala señal". El alcalde admíte la situación y señaló que fue algo "normal".

#### Situación del doble rol como alcalde y dueño de Buses San Pedro del Mar
A las horas del accidente, el alcalde Guiñez en un punto de prensa responsabiliza al Gobierno sobre el accidente señalando que este es el más grave pero no es el único accidente en la comuna, y que ha asistido a diversas reuniones con el Ministerio de Transportes y con EFE Sur para tratar la temática, y si bien reconoce avances en modernidad, señaló no ver avances en materia de seguridad.
Luego de esas declaraciones, Radio Bío-Bío publica un reportaje investigativo en donde pone en evidencia que el alcalde es dueño del 33% de la Sociedad Comercial San Pedro Sur S.A., empresa tras la línea de buses N° 23 "Buses San Pedro del Mar" de la cual el taxibus involucrado en el accidente era parte.
Esta situación provocó una serie de controversias entre el alcalde, los concejales de la comuna y diversas autoridades como el SEREMI de Transportes y desde el Gobierno Regional del Biobío; por un lado el alcalde manteniendo su postura responsabilizando al gobierno y a EFE, y por el otro los demás, cuestionando la responsabilidad del propio Guiñez como uno de los dueños de Buses San Pedro del Mar.
El 5 de septiembre, en el Concejo Municipal de San Pedro de la Paz, el concejal Marcelo Bersano solicitó apoyo del resto de los ediles para recurrir al Tribunal Electoral Regional por "notable abandono de deberes" del alcalde. El 6 de septiembre, al ser consultado por la prensa, Guiñez reafirma que en las reuniones con el gobierno ha actuado como jefe comunal y no como representante de la empresa de taxibuses. El 7 de septiembre diversos concejales de San Pedro de la Paz ingresan el recurso ante el Tribunal Electoral Regional para solicitar la destitución del alcalde Javier Guiñez por "notable abandono de deberes", en función a su doble rol como alcalde y dueño de la empresa de la cual el taxibus del accidente era parte, y a una eventual "doble subvención" debido a que Buses San Pedro del Mar, al ser un servicio licitado, recibe subvención estatal.
El 11 de octubre de 2023, Guiñez presenta como alcalde de la comuna un Recurso de Protección en contra de los ministerios de Obras Públicas, Vivienda y Transporte, por falta de inversión vial; en virtud a los accidentes ferroviarios ocurridos tanto el 1 de septiembre, como el 5 de octubre del mismo año.
El 3 de enero de 2024, la concejala de San Pedro de la Paz, Paula Opazo, presenta a la prensa un oficio en que aparece Javier Guiñez firmando ante el Ministerio de Transportes y Telecomunicaciones como "representante legal" de Sociedad Comercial San Pedro Sur S.A., lo que —a juicio de la edil— dejaría en evidencia el conflicto de intereses existente del alcalde al ser, a su vez, representante legal de la empresa de taxibuses. Durante el mismo día, Guiñez se defiende señalando que no es representante legal y que tampoco es dueño del taxibus involucrado en el accidente.

## Accidente ferroviario del 5 de octubre de 2023
A un mes del accidente de Boca Sur, un nuevo accidente ferroviario ocurre en la comuna de San Pedro de la Paz, esta vez unos metros al norte de la estación Cardenal Raúl Silva Henríquez, en el cruce vehícular de acceso al sector "Conavicoop", que implicó nuevamente un trén de la línea 2 del Biotren y un bus particular que hacía recorrido escolar para la Escuela Boca Biobio Sur, el que llevaba 40 personas entre escolares, 2 profesoras y el chofer.
En dicho accidente, solo 5 personas fueron lesionadas, y se determinó que la causa fue múltiple, en el sentido de que en el cruce no existían barreras automatizadas, el guardavia humano no estaba en ese momento, pero no obstante existía señales sonoras que el bus no consideró y, a pesar de ello, ingresó al cruce.